# Constante de Legendre

Los primeros 100,000 elementos de la sucesión a_{n} = ln(n) − n/π(n) (traza roja) parecen converger a un valor en torno a 1.08366 (línea azul).

La constante de Legendre (B o B'L) es una constante matemática que se presenta en una fórmula propuesta por Adrien-Marie Legendre que, según conjeturaba, explicaba el comportamiento asintótico de la función contador de números primos {\displaystyle \scriptstyle \pi (x)}. Se sabe que su valor es exactamente 1.

## Historia
Tras examinar la evidencia numérica sobre los números primos disponible por entonces, Legendre conjeturó en 1808 que, para valores grandes de n, {\displaystyle \scriptstyle \pi (x)} satisface:
{\displaystyle \lim _{n\rightarrow \infty }\ln(n)-{n \over \pi (n)}=B}
donde B es la constante de Legendre, cuyo valor consideraba alrededor de 1,08366. Eso si, independientemente de su valor exacto, la mera existencia de B implicaba la veracidad del teorema de los números primos.
Posteriormente Carl Friedrich Gauss también examinó los datos numéricos y concluyó que el límite podría ser menor.
Charles Jean de la Vallée-Poussin demostró el teorema de los números primos (independientemente de Jacques Hadamard), y finalmente probó que B es igual a 1.
Al ser igual a un número tan sencillo, la constante de Legendre retiene eminentemente un valor histórico. Es común, aunque técnicamente incorrecto, referirse con el concepto de «constante de Legendre» a la primera estimación de 1,08366... en lugar del valor correcto.